# Barreiras (tiểu vùng)
Barreiras là một tiểu vùng thuộc bang Bahia, Brasil. Tiều vùng này có diện tích 52779 km², dân số năm 2007 là 205833 người.